# Jukung (Lubuk Linggau Selatan I)
Jukung is een bestuurslaag in het regentschap Lubuklinggau van de provincie Zuid-Sumatra, Indonesië. Jukung telt 1864 inwoners (volkstelling 2010).